# Devon Larratt
Devon "No Limits" Larratt (sinh ngày 24 tháng 4 năm 1975 tại Victoria, British Columbia) là một vận động viên vật tay chuyên nghiệp người Canada.

## Cuộc đời và sự nghiệp
Sinh ra ở Victoria, British Columbia, Canada, niềm đam mê của Larratt với việc vật tay đã có sớm từ tuổi thiếu niên. Sau khi nhập ngũ vào Lực lượng đặc nhiệm Canada ở tuổi 21, Larratt vẫn cố gắng tập luyện và thi đấu. Năm 2013, Larratt phải đi phẫu thuật ở cánh tay phải và khuỷu tay, buộc anh chỉ có thể thi đấu tay trái. Anh đã trải qua ca phẫu thuật tương tự ở khuỷu tay trái vào năm 2016, nhưng may mắn là nó hồi phục nhanh hơn, nên ông vẫn giành được Giải vô địch thế giới vật tay (WAL) với cánh tay đó trong cùng năm.
Larratt trở nên nổi tiếng khi đánh bại tay vật huyền thoại John Brzenk (năm 2008) . Ông cũng là người đầu tiên giành được danh hiệu vô địch thế giới ở cả tay phải và tay trái cùng một lúc. Vào năm 2015, Larratt đã giành được đai hạng nặng tay trái WAL (hạng cân 196 đến 225 lb, khoảng 89 kg đến 102 kg) và đứng hạng 3 ở bên tay phải. Năm 2016, Larratt vẫn tiếp tục đứng đầu WAL ở tay trái, đồng thời giành được chức vô địch hạng nặng WAL tay phải. Năm 2017, ông đã lặp lại kết quả này bằng cách giành giải vô địch WAL một lần nữa, ở cả hai hạng mục hạng nặng tay phải và hạng nặng tay trái.. Năm 2018, anh đã thua trận chung kết WAL Championship tay phải trước Michael Todd (mà theo nhiều khán giả đánh giá là không công bằng vì Todd luôn khum xuống dưới bàn khi vật). Cuối năm đó, trong Armfight 50, anh thua trận tay trái với Denis Cyplenkov 0-6.
Devon Larratt nặng tới 268 lb (khoảng 121.5 kg) trong trận đấu với Dave Chaffee, trong đó Larratt thắng 3-1. Năm 2019, Larratt đấu với Wagner Bortolato (tay vật chuyên nghiệp người Brazil) tại WAL 506, chiến thắng thuyết phục với tỉ số 3-1 (ở thể thức tốt nhất trong 5 định dạng).. Trong sự kiện đó, Larratt đã nặng tới 273 lb (khoảng 123.8 kg).